# Szentgotthárd
Szentgotthárd (slov. Monošter, njem. St. Gotthard) je grad u zapadnoj Mađarskoj u Željeznoj županiji. Smješten je na obali rijeke Rábe uz granicu prema Austriji. Kulturno je središte mađarskih Slovenaca.

## Povijest
Szentgotthárd se kao grad razvio oko istoimene cistercitske opatije, utemeljene 1183. godine, po kojoj je dobio i ime.
Nedaleko od grada austrijski je carski vojskovođa Raimondo Montecuccoli 1. kolovoza 1664. porazio vojsku Osmanskoga Carstva. No ta pobjeda nije bila povoljno iskorištena jer je rimsko-njemački car i hrvatsko-ugarski kralj Leopod I. ubrzo u Vasváru sklopio s Osmanlijama nepovoljan mirovni ugovor.
Druga bitka kod Szentgotthárda 1705. završila je pobjedom Rákóczyjevih antihabsburških mađarskih pobunjenika.
Szentgotthárd su u Drugom svjetskom ratu 31. ožujka 1945. tijekom Bečke ofenzive zauzele postrojbe Crvene armije 3. ukrajinskog bojišta.

## Kulturne znamenitosti
- Crkva cistercitske Opatije Szentgotthárd
- Oltar cistercitske crkve
- Unutrašnjost cistercitske crkve
- Orgulje cistercitske crkve
- Samostanski park
- Evangelička crkva
- Gradsko kazalište
- Gimnazija Vörösmarty

## Poznate osobe
- Ferenc Joachim (1882. – 1964.), slikar
- Alojz Dravec (1866. – 1915.), slovenski pisac i etnolog
- August Pavel (1886. – 1946.), mađarsko-slovenski književnik i pjesnik, diplomirao u Szentgotthárdu
- Anastazije Ivan Brenner (1931. – 1957.), mađarski cistercit, rimokatolički svećenik te mučenik i blaženik Katoličke Crkve
- Irena Pavlič (1934. – 2022.), mađarsko-slovenska autorica i urednica
- Tibor Gécsek (* 1964.), mađarski bacač kladiva slovenskog podrijetla
- Krisztián Pars (* 1982.),  mađarski bacač kladiva

## Gradovi prijatelji
Grad Szentgotthárd uspostavio je prijateljstva sa sljedećim gradovima:
- Delle, Francuska
- Dilovası, Turska
- Frumoasa (Harghita), Rumunjska
- Izola, Slovenija
- Lendava, Slovenija
- Tarvisio, Italija
- Walldürn, Njemačka

## Vanjske poveznice

### Sestrinski projekti
|  | Zajednički poslužitelj ima još gradiva o temi Szentgotthárd |

### Mrežna mjesta
- Szentgotthárd – službene web-stranice (mađ.) (engl.) (njem.) (slov.)
- 24cities.eu – Szentgotthárd (njem.) (mađ.) (slov.)